# Hrvatski narod (Zagreb)
 Hrvatski narod  je bio hrvatski tjednik iz Zagreba. Uskoro nakon početka izlaženja postao je dnevnim listom.
Glavni urednik mu je bio Mile Budak, a politički urednik je bio Ivan Oršanić. Ravnatelj je bio Marko Čović. Među ostalima, članke su pisali Marko Čović, Ivo Bogdan, Matija Kovačić, Stipe Ćorlukić i drugi. List je postao okosnicom ustaške domovinske organizacije u vrijeme dok su ustaše bili zabranjena organizacija u Jugoslaviji i dok se većina pokreta nalazila u emigraciji. 

## Antisemitizam
Za vrijeme dok je postojala Kraljevina Jugoslavija, urednik Mile Budak je 22. lipnja 1939. napisao: 
Uspostavom NDH pod pokroviteljstvom izrazito antisemitskih Osovinskih sila radikalno se mijenja retorika u listu po pitanju Židova. Tako 20. travnja 1941. u listu izlazi tekst pod naslovom Protiv Židova treba poduzeti najstrože mjere.